# Premio Robert Stoltz

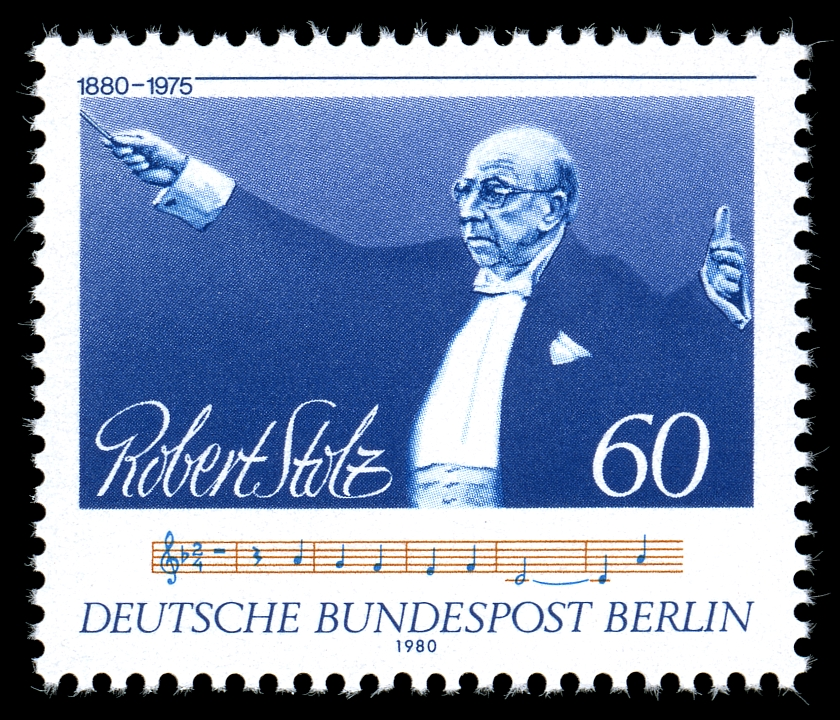
Robert Stoltz, el sello de Berlín Occidental, 1980.

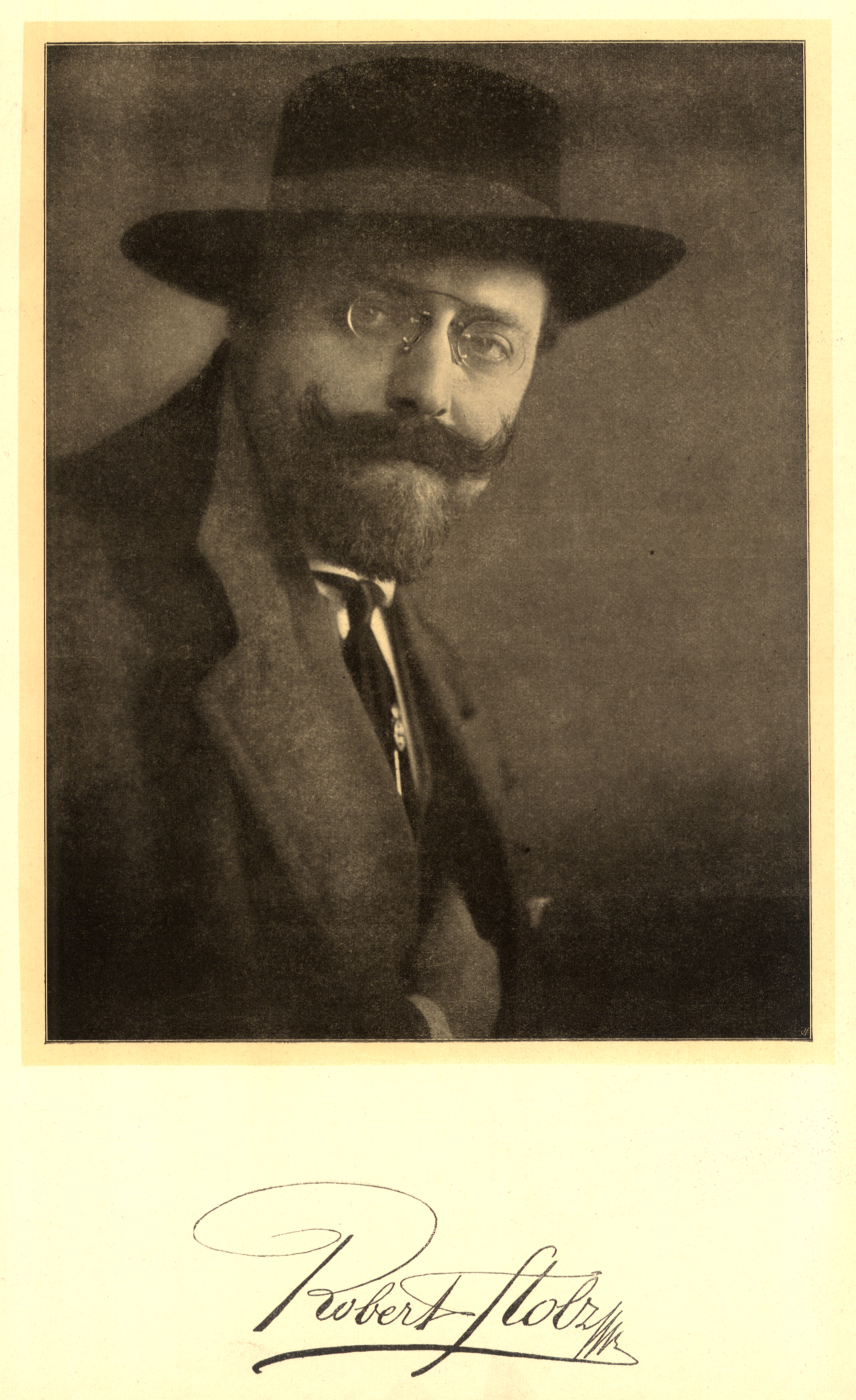
Robert Stoltz por los años 1915.

El Premio Robert Stoltz es un premio filatélico de la sociedad británica de filatelia musical (en inglés: Philatelic Music Circle o Círculo Filatélico de Música), que se entregó entre 1980-1997 a los artistas de la mejor estampilla del año anterior sobre la temática musical. Los premios se fundaban en honor del compositor, director de orquesta y filatelista austriaco Robert Elisabeth Stolz (1880-1975).